# Kirchdorf in Tirol

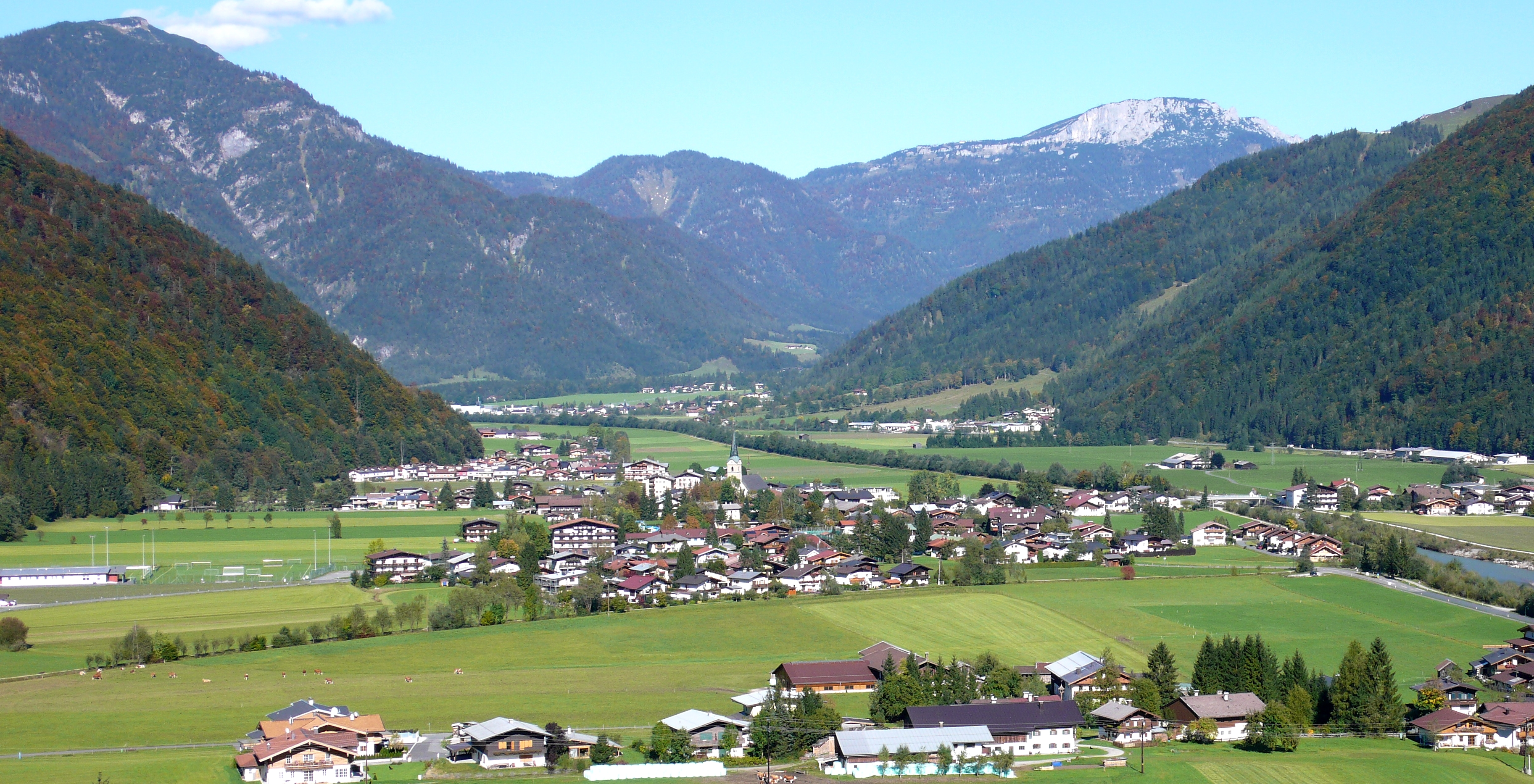
In der Bildmitte Kirchdorf, im Hintergrund der Ortsteil Erpfendorf rechts hinten das Gebirgsmassiv Steinplatte

Kirchdorf in Tirol ist eine Gemeinde mit 4174 Einwohnern (Stand 1. Jänner 2024) im Bezirk Kitzbühel in Tirol (Österreich).
Im Raum Kitzbühel wird im Dialekt von Kischdorf gesprochen.

## Geografie
Kirchdorf liegt im Leukental, nahe St. Johann in Tirol. Die Gemeinde besteht aus mehreren Weilern und Streusiedlungen. Zum Gemeindegebiet gehört auch ein großer Teil des Wilden Kaisers. Kirchdorf ist die flächenmäßig zweitgrößte Gemeinde im Bezirk Kitzbühel und liegt im Gerichtsbezirk Kitzbühel.

### Gemeindegliederung
Das Gemeindegebiet umfasst folgende zwei Ortschaften (in Klammern Einwohnerzahl Stand 1. Jänner 2024):
- Erpfendorf (1268)
- Kirchdorf in Tirol (2906)

Die Gemeinde besteht aus der Katastralgemeinde Kirchdorf.
Die Ortsteile sind Bicheln, Erpfendorf, Furth, Gasteig, Griesenau, Habach, Haberberg, Hinterberg, Innerwald, Jageregg, Kirchdorf, Litzelfelden, Moosen, Unteranger, Weng und Wohlmuting.

### Nachbargemeinden
| Walchsee (KU)           | Schwendt                                    | Kössen                  |
| Ebbs (KU) Kufstein (KU) | Kompassrose, die auf Nachbargemeinden zeigt | Waidring                |
| Ellmau (KU)             | Going St. Johann                            | St. Ulrich am Pillersee |

## Geschichte
Kirchdorf war schon zu Urzeiten besiedelt, jedoch gab es nie dauerhafte Siedlungstätigkeiten. Die erste urkundliche Erwähnung als „Chirichdorf“ erfolgte im Traditionsbuch von Kloster Tegernsee in den Jahren 1107/13–1121. Seinen Namen hat Kirchdorf von der Kirche, die eine der ältesten im Bezirk ist. Schon im späten 2. und frühen 3. Jahrhundert n. Chr. stand an der Stelle des heutigen Gotteshauses eine römische Villa.
Im 16. Jahrhundert entwickelte sich Kirchdorf zu einem Bergbaudorf. Es wurden eine Schmelze, ein Hammerwerk, ein Gusswerk und eine Schmiede errichtet. Die Fugger waren Besitzer der Erzgruben am Rerobichl bei Oberndorf, die vor allem Kupfererze abbauten und in Litzelfelden bei Kirchdorf verarbeiteten. Doch bereits zur Mitte des folgenden Jahrhunderts stellte man nach und nach den Bergbau wieder ein.
Während der Zeit des Tiroler Freiheitskampfes wurden die Kirchdorfer samt ihrem Gebiet von General Wrede gebrandschatzt. Dabei zerstörte man 1809 auch die Kirche.

### Kirchengeschichte
Im 8. Jahrhundert wurde auf Fundamenten einer alten Villa, die in den Unruhen der Völkerwanderung zerstört worden war, die erste Kirche errichtet. Im Jahre 1200 legte man den Grundstein zum heutigen Sakralbau. Erst 300 Jahre später wurde dieser gotisiert. Im 18. Jahrhundert erhielt die Pfarrkirche ihr heutiges barockes Aussehen.
Die Pfarrei Kirchdorf war bis 1805 auch zuständig für Reit im Winkl, was zu einer engen Verbindung der beiden Gemeinden führte, die Verbindung löste sich jedoch nach dem Aufbau einer eigenen Pfarrei auf.

### Bevölkerungsentwicklung
EinwohnerJahr100015002000250030003500400045001860189019201950198020102040EinwohnerEinwohnerentwicklung von Kirchdorf in Tirol

## Kultur und Sehenswürdigkeiten

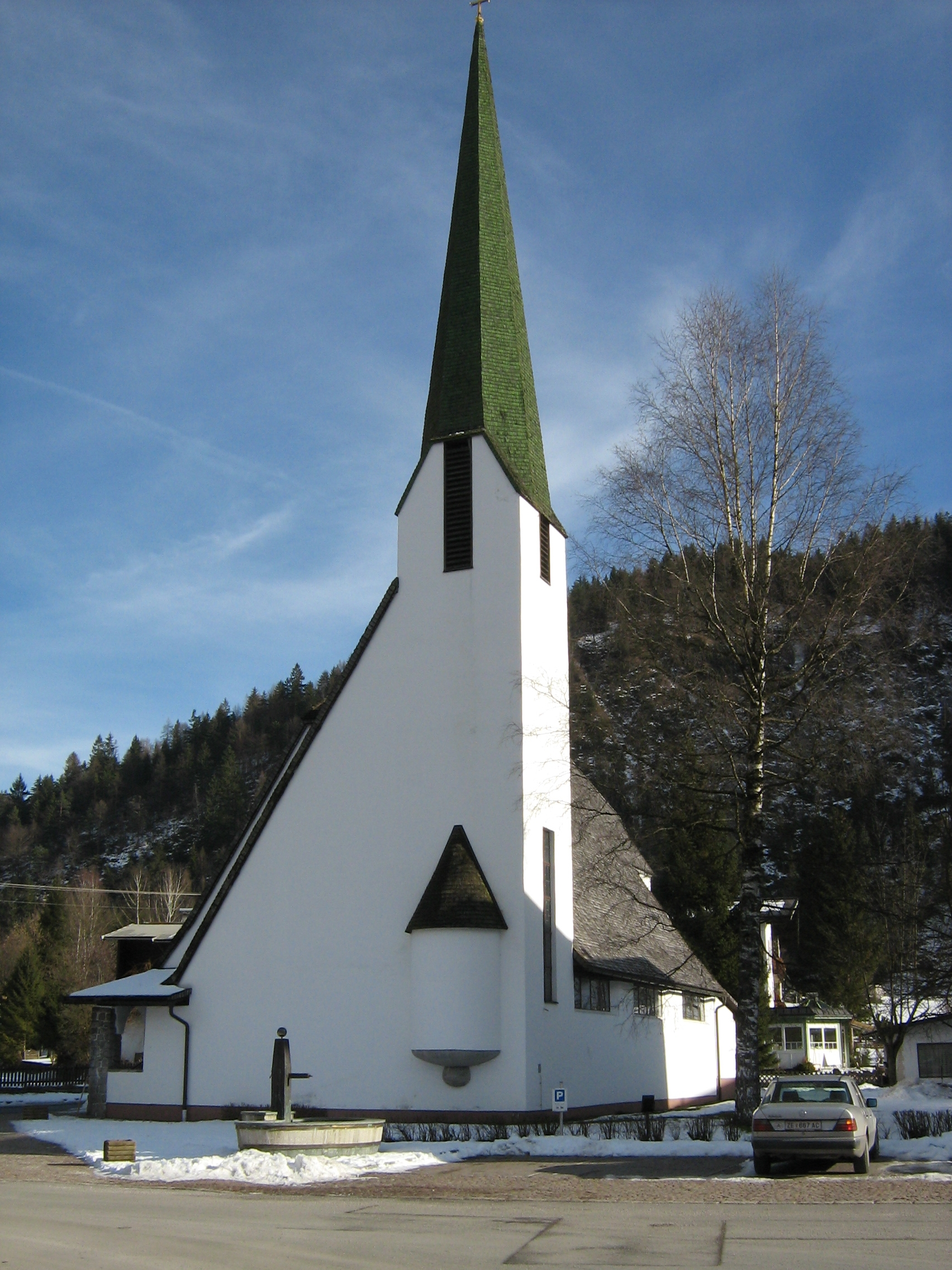
Filialkirche Erpfendorf

Wintersteller-Denkmal

- Katholische Pfarrkirche Kirchdorf in Tirol hl. Stephanus
- Katholische Filialkirche Erpfendorf hl. Barbara: Sie wurde 1954–1956 nach Plänen des österreichischen Architekten Clemens Holzmeister erbaut und befindet sich im Ort Erpfendorf.
- Wintersteller-Denkmal: Das Denkmal zu Ehren des Kommandanten der Tiroler Schützen befindet sich neben dem Feuerwehrhaus.
- Sommernachtsfest: Jedes Jahr findet am ersten Samstag im August das regional bekannte Sommernachtsfest statt, das von den zahlreichen ortsansässigen Vereinen ausgerichtet wird.

## Wirtschaft und Infrastruktur
Wirtschaftlich bedeutend ist neben der Landwirtschaft vor allem der Tourismus. Durch die Nähe zu größeren Winterskigebieten wie St. Johann, Kitzbühel und Waidring ist Kirchdorf im Winter ein beliebter Urlaubsort. Im Sommer ist der Ort durch die Nähe des Wilden Kaisers sowie durch die Wege entlang der renaturierten Großache ein Ziel für Radfahrer und Wanderer.

## Politik

### Gemeinderat

Gemeindeamt

Die Gemeinderat hat insgesamt 15 Mitglieder.
- Mit den Gemeinderats- und Bürgermeisterwahlen in Tirol 1998 hatte der Gemeinderat folgende Verteilung: 5 UKGL–Unabhängige Kirchdorfer Gemeinschaftsliste Bürgermeister Ernst Schwaiger, 3 GEL–Gemeinsame Erpfendorfer Liste, 2 GWK–Gemeindeliste Wir Kirchdorfer, 2 FPÖ, 1 SPÖ, 1 Pro Kirchdorf/Tirol und 1 Freie Erpfendorfer Liste.[4]
- Mit den Gemeinderats- und Bürgermeisterwahlen in Tirol 2004 hatte der Gemeinderat folgende Verteilung: 6 UKGL, 3 Gemeinsam für Kirchdorf, 2 SPÖ, 2 Erpfendorfer Liste, 1 Aktive Liste und 1 Vereinte Liste.[5]
- Mit den Gemeinderats- und Bürgermeisterwahlen in Tirol 2010 hatte der Gemeinderat folgende Verteilung: 6 UKGL, 3 GEL–Erpfendorfer Liste, 2 Gemeinsam für Kirchdorf, 2 SPÖ und 2 Vereinte Liste.[6]
- Mit den Gemeinderats- und Bürgermeisterwahlen in Tirol 2016 hatte der Gemeinderat folgende Verteilung: 8 KOASA KRAFT, 3 UKGL, 2 GEL, 1 VL–Vereinte Liste und 1 FUG–Vizebürgermeister Hans Hinterholzer.[7]
- Mit den Gemeinderats- und Bürgermeisterwahlen in Tirol 2022 hat der Gemeinderat folgende Verteilung: 7 KOASA KRAFT, 4 UGL, 2 GEL, 1 VL–Vereinte Liste und 1 MFG.[8]

### Bürgermeister
- 197?–1992 Michael Nothegger
- 1992–2016 Ernst Schwaiger (UKGL)
- seit 2016 Gerhard Obermüller (KOASA KRAFT)

### Gemeindepartnerschaften
- Balatonföldvár, Ungarn

### Wappen
Blasonierung: Ein von Silber und Blau gespaltener Schild mit einer farbverwechselten Spitze in jedem Feld, deren rechte am Knauf ein Kreuz, die linke einen rechtsgekehrten Hahn trägt.
Das 1965 verliehene Gemeindewappen symbolisiert mit den für Kirchtürme typischen Kreuz und Hahn den Namen Kirchdorf.

## Persönlichkeiten
- Rupert Wintersteller (1773–1832), Kommandant der Tiroler Schützen
- Benedict Peuger (1755–1832), Geistlicher und Schriftsteller, Pfarrer des Orts
- Balthasar Waltl (1858–1908), Maler
- Ingemar Mayr (* 1975), ehemaliger Skispringer
- Harald Leitinger (* 1984), Dartspieler